# Komora sa mehurićima
Komora sa mehurićima je danas prevezićena tehnologija za detekciju čestica. Predstavlja sud ispunjen pregrejanom (naglo zagrejana iznad temperature ključanja, tako da se ne pojave mehurići osim ako nisu spolja izazvani) prozirnom tečnošću (najčešće tečnim vodonikom) koja se koristi da se detektuju naelektrisane čestice koje se kreću kroz nju (pošto je tečnost pregrejana, to prolazak čestica izaziva pojavu mehurića, odnosno ključanja). Izumeo ju je 1952-e Donald A. Glejzser, i za nju je 1960-e godine dobio Nobelovu nagradu za fiziku. Kružila je priča da je Glejzer bio inspirisan mehurićima piva da napravi prvu komoru, što je on porekao, ali je i istakao da je pivo bilo korišćeno u ranim prototipima.
Maglene komore rade na istom principu kao i komore sa mehurićima, ali se baziraju na prezasićenoj pari umesto pregrejanoj tečosti. Danas su komore sa mehurićima uglavnom zamenjene žičanim, i varničnim komorama. Istorijski značajne komore su Velika Evropska komora sa mehurićima (BEBC) i CERN-ova Gargamela.

## Funkcija i upotreba
Komora sa mehurićima je slična maglenoj komori, po osnovnom principu rada. Predstavlja veliki cilindar ispunjen tečnošću zagrejanom neposredno ispod tačke kljućanja. Kako čestice uleću u komoru, ventil naglo smanjuje pritisak u komori, tako da tečnost ulazi u pregrejanu, metastabilnu fazu. Naelektrisane čestice ostavljaju jonizacioni trag, oko koga tečnost isparava, formirajući mikroskopske mehuriće. Gustina mehurića oko putanje čestice, je proporcionalna energiji koju je čestica izgubila.
Sa povećanjem dimenzija komore, i mehurići postaju dovoljno veliki da postanu uočljivi golim okom i da se mogu fotografisati. Obićno se montira nekoliko kamera kako bi se dobila trodimenzionalna slika događaja. U funkciji su bile i komore sa rezolucijom od nekoliko μm.
Komora se nalazi u magnetnom polju, što izaziva da čestice putuju spiralnim putanjama čiji je poluprečnik određen odnosom naelektrisanja i mase, kao i njihovim brzinama. Kako je magnituda naelektrisanja svih poznatih naelektrisanih čestica dugo života jednaka onoj koju ima elektron, to onda poluprečnik krivine njihove putanje mora da bude proporcionalan njihovom momentu. Tako se merenjem poluprečnika njihove putanje, dobija njihov moment.
U značajnija otkrića načinjena pomoću komore sa mehurićima spadaju i otkriće slabe neutralne sturje u Gargameli 1973-e, čime je ustanovljene elektroslaba teorija i koja je dovela do otkrića W i Z bozona 1983-e (pomoću UA1 i UA2 eksperimenata). U skorije vreme, komore sa mehurićima su korišćene u istraživanu WIMPs-a, u COUPP-u i PICASSO-u.

## Mane
Iako su komore sa mehurićima imale uspeha u prošlosti, one su od vrlo male koristi u modernim eksperimentima sa vrlo visokim energijama, iz brojnih razloga:
- Veliku manu predstavlja to što se rezultati dobijaju u vidu fotografije umesto trodimenzionalnog elektronskog izlaza, što je jako nepraktično kada je eksperiment potrebno resetovati, ponoviti, ili analizirati mnogo puta.
- Pregrejana faza mora da bude spremna u trenutku sudara, što u mnogome otežava detekciju čestica kratkog veka.
- Nisu dovoljno velike da registruju sudare velike energije, gde postoji potreba da sve čestice ostanu unutar detektora.
- Čestice velike energije obično imaju radijus putanje isuviše veliki da bi se mogao tačno izmeriti u relativno maloj komori, čime je onemogućeno precizno određivanje momenta.

Iz svih ovih razloga, komore sa mehurićima su uglavnom zamenjene sa žičanim komorama, koje mogu da mere energije čestica u isto vreme. Takođe se koriste i varnične komore.

## Beleške
1. ↑  Donald A. Glaser (1952).
2. ↑  "The Nobel Prize in Physics 1960".
3. ↑  Anne Pinckard (21 July 2006).
4. ↑  "1973: Neutral currents are revealed" Архивирано на веб-сајту  (16. новембар 2010).
5. ↑  "COUPP experiment – E961".
6. ↑  "The PICASSO experiment".

## Spoljašnje veze
- "Detaljno CERN-ovo uputstvo za čitanje slika dobijenih iz komore sa mehurićima".